# Ehrenfestov izrek
Ehrenfestov izrèk [êrenfestov ~] v fiziki povezuje odvod pričakovane vrednosti kvantnomehanskega operatorja s komutatorjem tega operatorja s hamiltonko sistema:
{\displaystyle {\frac {\mathrm {d} }{\mathrm {d} t}}\langle A\rangle ={\frac {1}{i\hbar }}\langle [A,H]\rangle +\left\langle {\frac {\partial A}{\partial t}}\right\rangle \!\,,}
kjer je A kakšen kvantnomehanski operator in {\displaystyle \langle A\rangle } pričakovana vrednost. Ehrenfestov izrek se sklada s Heisenbergovo sliko kvantne mehanike. Izrek je leta 1927 podal Paul Ehrenfest.
Ehrenfestov izrek je tesno povezan z Liouvilleovim izrekom iz Hamiltonove mehanike, ki namesto komutatorjev uporablja Poissonov oklepaj. V splošnem je dejstvo, da se lahko izrek kvantne mehanike, ki vsebuje komutator, prevede v izrek klasične mehanike s spremembo komutatorja v Poissonov oklepaj in množenjem z {\displaystyle i\hbar }, pravilo merjenja na oko.
Izrek izhaja iz Lindbladove enačbe, vodilne enačbe za časovni razvoj mešanega stanja.